# 구글 파이낸스
구글 파이낸스(Google Finance)는 구글이 2006년 3월 21일에 출범한 웹사이트이다. 이 서비스는 수많은 기업들이 금융에 관한 결정, 주요 뉴스 사건 확인 등을 할 수 있도록 비즈니스 및 기업 헤드라인을 제공한다. 주식 정보는 주요 사건, 기업 활동을 비롯하여 어도비 플래시 기반 주가 차트로 확인할 수 있다.
이 사이트는 개별 기업의 구글 뉴스와 구글 블로그 검색 문건을 수집하지만, 링크를 걸러내지 않으므로 가끔 신뢰성 문제가 일어날 수 있다. 구글은 2008년 11월 18일부터 금융 페이지에 광고를 추가하기 시작했다. 구글은 2006년 12월 12일에 자사의 금융 사이트를 개정하였는데, 사용자가 통화 정보를 볼 수 있게 하는 새로운 홈페이지 디자인을 제공하며 미국 시장의 분야별 성과, 오늘의 중요 소식 등을 알린다.
현재 홍콩, 캐나다, 미국, 중국, 영국에 서비스 중이다.

## 같이 보기
- 야후! 금융